# Équipe de Papouasie-Nouvelle-Guinée de rugby à XIII
L'équipe de Papouasie-Nouvelle-Guinée de rugby à XIII, surnommée "Les Kumuls" (oiseaux de paradis en français), est l'équipe qui représente la Papouasie-Nouvelle-Guinée dans les principales compétitions internationales de rugby à XIII. Elle fait partie des meilleures sélections du monde comme l'a prouvé son classement des équipes nationales de rugby à XIII avec son septième rang.

## Histoire
Véritable sport national, le pays étant considéré comme le « troisième état treiziste d'Australie », le rugby à XIII a été introduit dans les années 1930.
Toutefois la fédération, la Papua New Guinea Rugby Football league, ne date que de 1974.
Le sport a en effet connu plusieurs phases de développement. Avant l'indépendance de 1975, époque où le territoire est connu sous le nom de Nouvelle-Guinée, le rugby à XIII est pratiqué par le corps expéditionnaire australien pendant et après la seconde guerre mondiale , ainsi que par les expatriés de ce pays
Le sport s’intègre alors progressivement à la culture locale, réussissant à faire la synthèse entre la culture traditionnelle et l'ouverture aux échanges internationaux.
En 1977, deux ans seulement après l'indépendance, la fédération de Papouasie-Nouvelle-Guinée revendique près de 300 clubs, un développement qui ne passe pas inaperçu aux yeux des instances internationales qui accordent au pays de le statut de membre en 1978.
En 1978, le pays accueille pour la première fois, de manière officielle, les équipes de la BARLA et la Nouvelle-Zélande, matchs qu'elle perd tous les deux avec cependant des scores respectables (07-28 et 20-31). La première tournée en Europe, en Grande-Bretagne et en France, s'effectue en 1979.
Le pays se heurte à des difficultés rencontrées ailleurs par le rugby à XIII; les distances entre les équipes sont très importantes, l'état des terrains, en raison des conditions climatiques, n'est pas forcément optimum pour la pratique du sport, mais à la fin des années 90, le nombre de pratiquants oscille entre 12 000 et 15 000, avec des matchs pouvant rassembler des chambrées entre 6 000 et 15 000 spectateurs.
Le pays accueille également de grandes nations de rugby à XIII, comme la France et la Grande-Bretagne, lors de tournées mémorables.
En 1996, les kumuls, surnom donné en raison du nom local d'un oiseau, le Paradisier de Raggi, accueillent ainsi l'équipe de Grande-Bretagne pour un test-match qu'ils ne perdent que de deux points (30-32)
L'équipe nationale dispute régulièrement la coupe du monde et la coupe du Pacifique.

## Palmarès
- Coupe du Pacifique:
  - Vainqueur : 2009.
  - Finaliste : 1974.

## Joueurs et personnalités emblématiques
En 2018, deux joueurs de la sélection nationale  s'illustrent dans la presse anglaise : les frères Boas (Waston et Ase) qui rejoignent l'équipe des Featherstone Rovers en 2019. Ces deux joueurs  ont également participé à la Coupe du monde de 2017 et participé à  la victoire de leur club d'origine qui remporte la coupe de Papouasie-Nouvelle-Guinée : les PNG SP Hunters. Mais c'est James Segeyaro qui est distingué la même année par le magazine Rugby League World ; il est classé 7ème au classement des talents internationaux (hors Angleterre, Australie et Nouvelle-Zélande) effectué par le Magazine Rugby League World en octobre 2018

### Effectif actuel de l'équipe de Papouasie-Nouvelle-Guinée
Les joueurs présents ci-dessous sont les vingt-et-un joueurs sélectionnés pour le Championnat du Pacifique 2024.

## Parcours en Coupe du monde
| Année | Position    |         | Année           | Position |                 | Année | Position |
| 1954  | Non invitée | 1975    | Non invitée     | 2008     | Sixième         |       |          |
| 1957  | Non invitée | 1977    | Non invitée     | 2013     | 1er tour        |       |          |
| 1960  | Non invitée | 1985-88 | Quatrième       | 2017     | Quart-de-finale |       |          |
| 1968  | Non invitée | 1989-92 | Cinquième       | 2021     | Quart-de-finale |       |          |
| 1970  | Non invitée | 1995    | 1er tour        | 2025     | Qualifié        |       |          |
| 1972  | Non invitée | 2000    | Quart-de-finale |          |                 |       |          |

### autres références
1. ↑  La France ne dispute pas ses trois matchs dans l'hémisphère Sud faute de moyens financiers.
2. 1 2  (en) Gareth Walker, « Fev start bebuild : Featherstone rovers have continued to reshape their squad for 2019, confirming the expected the arrival of Papua New Guinean brothers Watson and Ase Boas », Rugby Leaguer&League express,‎ 10 septembre 2018, p. 11
3. ↑  (en) Tom Coates, « International talents beyond the big three : 7 James Segerayo -Goroka, Papouasie-Nouvelle Guinée », Rugby League World, no 450,‎ octobre 2018, p. 26 (ISSN 1466-0105)